# Alejandro Camargo
Alejandro Maximiliano Camargo Osses (Mendoza, Argentina; 12 de junio de 1989) es un futbolista argentino, nacionalizado chileno. Juega de mediocampista defensivo y su equipo actual es Coquimbo Unido de la Primera División de Chile.

## Trayectoria
Debutó profesionalmente en Godoy Cruz el año 2007. Estuvo en el club hasta 2011, cuando se fue a Sarmiento de Junín, con el que se tituló campeón de la Primera B 2011-2012, tercera división argentina, y ascendió a la Primera B Nacional. Luego jugó en Gutiérrez Sport Club del Torneo Argentino B.
En 2013 comenzó su etapa en Chile, fichando en Lota Schwager y Curicó Unido de la Primera B. En ambos tuvo un buen desempeño, sobre todo en Curicó donde llegó a ser capitán del equipo, por lo que en 2015 fue transferido a un equipo de Primera A, la Universidad de Concepción. En la U penquista continuó con su buen nivel y anotando algunos goles también, pero el más famoso de todos fue el que le anotó a O´Higgins el 4 de diciembre de 2016, en partido jugado en el Estadio Municipal de Concepción, válido por el Apertura 2016, con un remate de volea por detrás de la línea de mitad de cancha, a más de 60 metros del arco rival. Aquel gol fue seleccionado para participar por el Premio Puskás, organizado por la FIFA y que elige al mejor gol anotado en una temporada del fútbol profesional en el mundo (el galardón finalmente se lo quedó Olivier Giroud).
Tras el descenso del equipo auricielo en la temporada 2020, firma por Deportes Melipilla.Tras nuevamente descender, esta vez por vía administrativa tras irregularidades del conjunto de Los Potros, el 24 de diciembre se anuncia su fichaje por Cobresal.Luego de destacadas campañas tanto individual como grupalmente, que se coronó con el subcampeonato de Primera División 2023, el 12 de diciembre de 2023 se anunció su salido del equipo cobresalino.
El 25 de diciembre de 2023 es anunciado como nuevo jugador de Coquimbo Unido.

## Clubes
| Club                      | País      | Año       |
| ------------------------- | --------- | --------- |
| Godoy Cruz                | Argentina | 2007-2011 |
| Sarmiento de Junín        | Argentina | 2011-2012 |
| Gutiérrez SC              | Argentina | 2012-2013 |
| Lota Schwager             | Chile     | 2013-2014 |
| Curicó Unido              | Chile     | 2014-2015 |
| Universidad de Concepción | Chile     | 2015-2021 |
| Deportes Melipilla        | Chile     | 2021      |
| Cobresal                  | Chile     | 2022-2023 |
| Coquimbo Unido            | Chile     | 2024-Act. |

## Palmarés

### Campeonatos nacionales
| Título    | Club               | País      | Año     |
| --------- | ------------------ | --------- | ------- |
| Primera B | Sarmiento de Junín | Argentina | 2011-12 |